# مقاطعة شلايكر (تكساس)
مقاطعة شلايكر (بالإنجليزية: Schleicher  County)‏ هي إحدى المقاطعات في ولاية تكساس، الولايات المتحدة الأمريكية.